# Aéroport international Soekarno-Hatta
L'aéroport international Soekarno-Hatta (code IATA : CGK • code OACI : WIII) est le principal aéroport de Jakarta, la capitale de l'Indonésie.
L'aéroport a été construit par une des sociétés françaises en partenariat avec des Indonésiens.
Il a été conçu par l'architecte français Paul Andreu, qui a également conçu l'aéroport de Paris-Charles de Gaulle (Roissy).
Inauguré en 1985, il a été nommé d'après Soekarno, premier président de la république d'Indonésie, et Hatta, premier vice-président. Ce sont eux qui ont proclamé l'indépendance du pays en 1945. Il a supplanté l'aéroport Halim qui avait lui-même supplanté Kemajoran en 1974.
L'aéroport est situé à 20 km à l'ouest de Jakarta, à laquelle il est relié par une autoroute. Les Indonésiens l'appellent plutôt Cengkareng, du nom du district où il se trouve.
En 2012, Soekarno-Hatta est devenu le 9e aéroport mondial avec près de 58 millions de passagers. Il était 12e en 2012 et 16e en 2010, et entré dans le groupe des 30 premiers aéroports mondiaux seulement en 2009.
Soekarno-Hatta est en outre devenu le 3e aéroport d'Asie derrière Pékin et Tokyo-Haneda. Il a ainsi dépassé, Hong Kong, Dubai, Bangkok, Singapour, Shanghai Pudong et Canton Baiyun.
D'une superficie de 1 800 hectares, il possède deux aérogares de passagers, ainsi qu'une aérogare spéciale pour les pèlerins de la Mecque et les travailleurs immigrés.

## Situation
Il est situé dans le district de Cengkareng, kabupaten de Tangerang, province de Banten.
| Banda Aceh Denpasar Pangkal · Pinang Tanjung · Pandan Djakarta-Soekarno-Hatta Bengkulu Solo Semarang Pangkalan · Bun Palangkaraya Sampit Palu Djakarta-Halim Perdanakusuma Samarinda Malang Surabaya Balikpapan Ende Kupang Komodo Gorontalo Jambi Bandar Lampung Ambon Tarakan Ternate Manado Gunung · Sitoli Medan Wamena Biak Merauke Timika Jayapura Pekanbaru Batam Tanjung · Pinang Bau-Bau Banjarmasin Makassar Palembang Bandung Pontianak Ketapang Bima Lombok Manokwari Sorong Padang Yogyakarta |

## Statistiques

### Aperçu général
Le graphique qui aurait dû être présenté ici ne peut pas être affiché car il utilise l'ancienne extension Graph, désactivée pour des questions de sécurité. Des indications pour créer un nouveau graphique avec la nouvelle extension Chart sont disponibles ici.

Voir la requête brute et les sources sur Wikidata.

### Tableau
| Année | Passagers  | Fret (tonnes) | Mouvements d'appareils |
| ----- | ---------- | ------------- | ---------------------- |
| 2001  | 11 818 047 | 281 765       | 123 540                |
| 2002  | 14 830 994 | 306 252       | 144 765                |
| 2003  | 19 702 902 | 310 131       | 186 695                |
| 2004  | 26 083 267 | 322 582       | 233 501                |
| 2005  | 27 947 482 | 336 113       | 241 846                |
| 2006  | 30 863 806 | 384 050       | 250 303                |
| 2007  | 32 458 946 | 473 593       | 248 482                |
| 2008  | 32 172 114 | 465 799       | 248 482                |
| 2009  | 37 143 719 | 538 314       | 287 868                |
| 2010  | 44 355 998 | 633 391       | 338 711                |
| 2011  | 52 446 618 | 617 716       | 345 495                |
| 2012  | 57 772 762 | 342 473       | 369 740                |
| 2013  | 60 137 347 |               |                        |
| 2014  | 57 221 169 |               |                        |
| 2015  | 54 291 336 |               |                        |
| 2016  | 58 700 000 |               |                        |
| 2017  | 63 015 620 |               |                        |
| 2018  | 65 893 904 |               |                        |

La baisse observée de 2012 à 2015 tient au transfert d'une partie du trafic à l'aéroport Halim-Perdanakusuma.

## Histoire
Jusqu'en 1972, le trafic civil de Jakarta reposait sur le vieil aéroport de Kemayoran, construit par les Hollandais à l'époque coloniale.
La croissance du trafic amène les autorités indonésiennes à transformer la base aérienne de Halim Perdanakusuma en aéroport international, Kemayoran étant réservé au trafic intérieur.
Halim n'était qu'une solution intermédiaire en attendant la construction d'un nouvel aéroport pour Jakarta. En effet, le développement de Jakarta faisait que Kemayoran se retrouvait enclavé dans la ville.
Soekarno-Hatta a été inauguré en 1985. Certaines compagnies ont continué à utiliser, dans leurs publications, le code MAC [Metropolitan Area Code] qui est JKT (au moins jusqu'en 2007).
Le 9 janvier 2021, un B737-500 de Sriwijaya Air en provenance de Jakarta et à destination de Pontianak disparaît des écrans radars, quelques minutes après son décollage (vol SJ182).

## Infrastructures

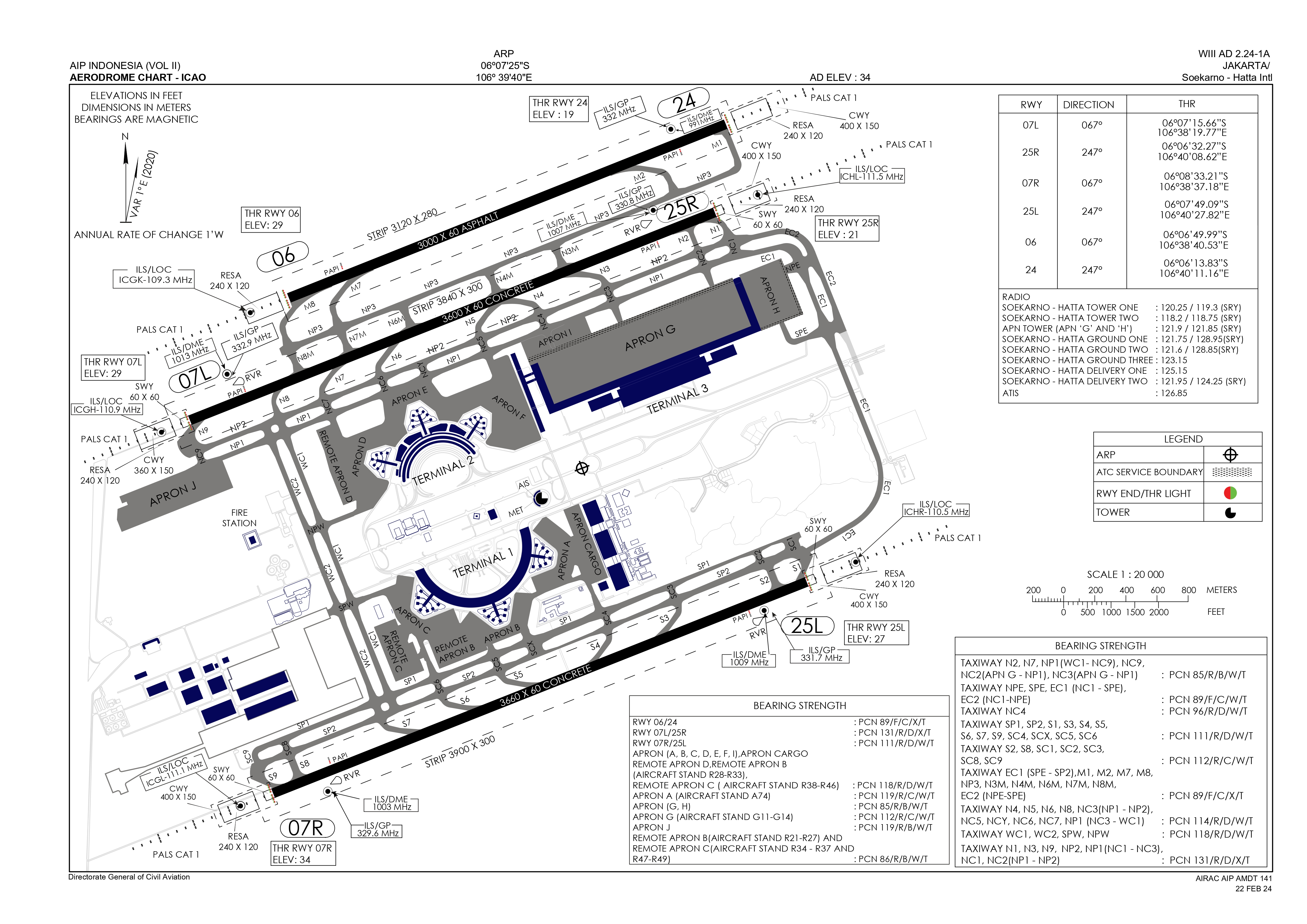
Diagramme de Soekarno-Hatta

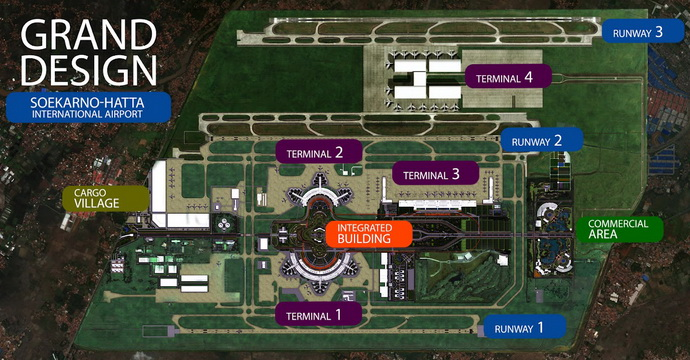
Futurs développements de Soekarno-Hatta

Soekarno-Hatta possède trois aérogares :
- l'aérogare 1 accueille les vols intérieurs, sauf ceux de Garuda Indonesia, Indonesia AirAsia, NAM Air et Sriwijaya Air ;
- l'aérogare 2 accueille tous les vols internationaux autres que ceux des compagnies de Skyteam, ainsi que les vols intérieurs d'Indonesia AirAsia, NAM Air et Sriwijaya Air ;
- l'aérogare 3 accueille tous les vols de Garuda Indonesia ainsi que ceux des compagnies de SkyTeam.

Un système de navette relie les trois terminaux.

### Aérogare 1
L'aérogare 1C est constituée de trois parties : A, B et C. Son principal utilisateur est Lion Air (A et B).
Elle était utilisée par les compagnies Adam Air et Linus Airways, qui ont cessé leurs opérations, ainsi que Tigerair Mandala, qui a cessé ses vols intérieurs.

### Aérogare 2
Elle sera uniquement utilisée par les compagnies à bas coût. Le terminal 2F sera réservé aux vols internationaux. Ainsi le 1er mai 2019 :
- les vols internationaux d'AirAsia déménageront du terminal 2D au 2F ;
- Cebu Pacific Air passera également du terminal 2D au 2F ;
- les vols internationaux du groupe Lion Air (Lion Air, Thai Lion Air, Malindo Air) de même.
- Sriwijaya Air déménagera du terminal 2F au 2D ;
- les vols intérieurs d'AirAsia passeront du terminal 2F aux terminaux 2D et E.

Le 15 mai 2019, Jetstar Airways déménagera de l'aérogare 3 au terminal 2F.
Citilink et Scoot Tigerair feront de même plus tard.

### Aérogare 3
La capacité théorique totale des aérogares 1 et 2 est de 18 millions de passagers par an. En 2012, Soekarno-Hatta a traité près de 58 millions de passagers. La première aile d'une 3e aérogare avait été inaugurée le 15 avril 2009, d'une capacité de 4 millions de passagers par an.
Cette 3e aérogare a désormais une capacité de 25 millions de passagers annuels. L'exploitation de cette aérogare a démarré en août 2016. Elle accueille les vols de Garuda Indonesia, intérieurs et internationaux. Les autres compagnies de Skyteam s'y installeront.

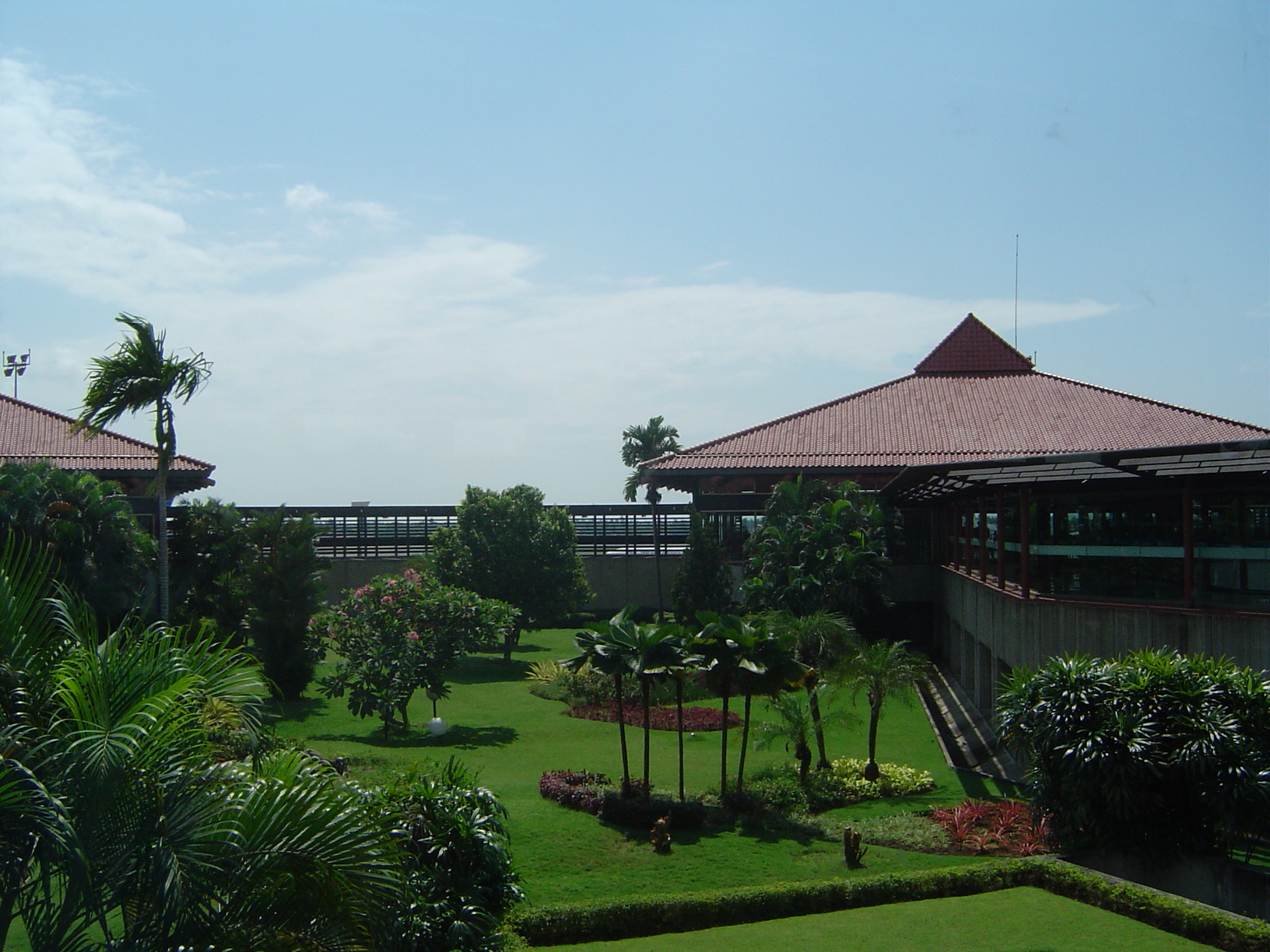
Jardin de l'aérogare 1 ou 2
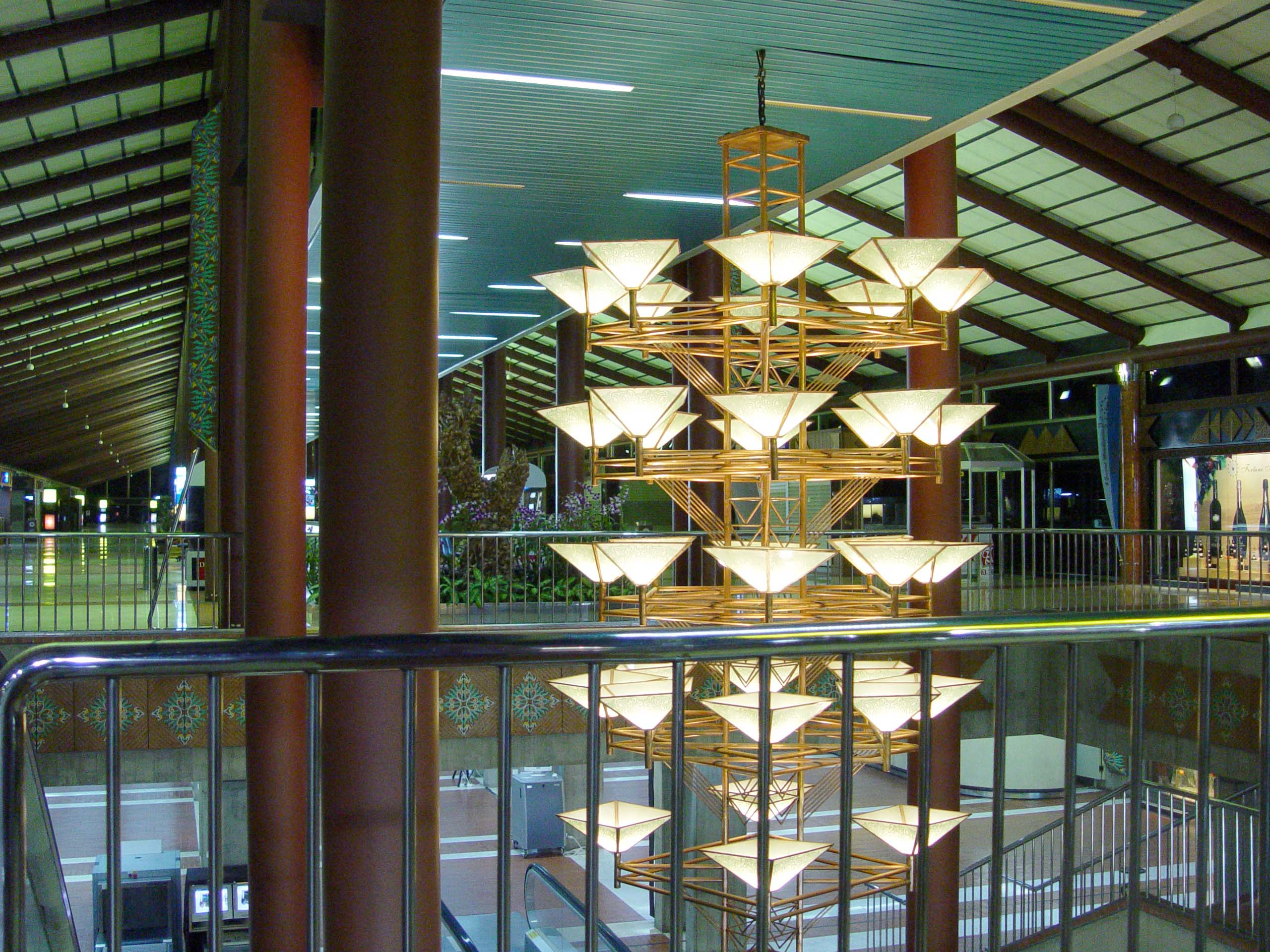
Aéroport de Jakarta Soekarno-Hatta : aérogare 1, intérieur
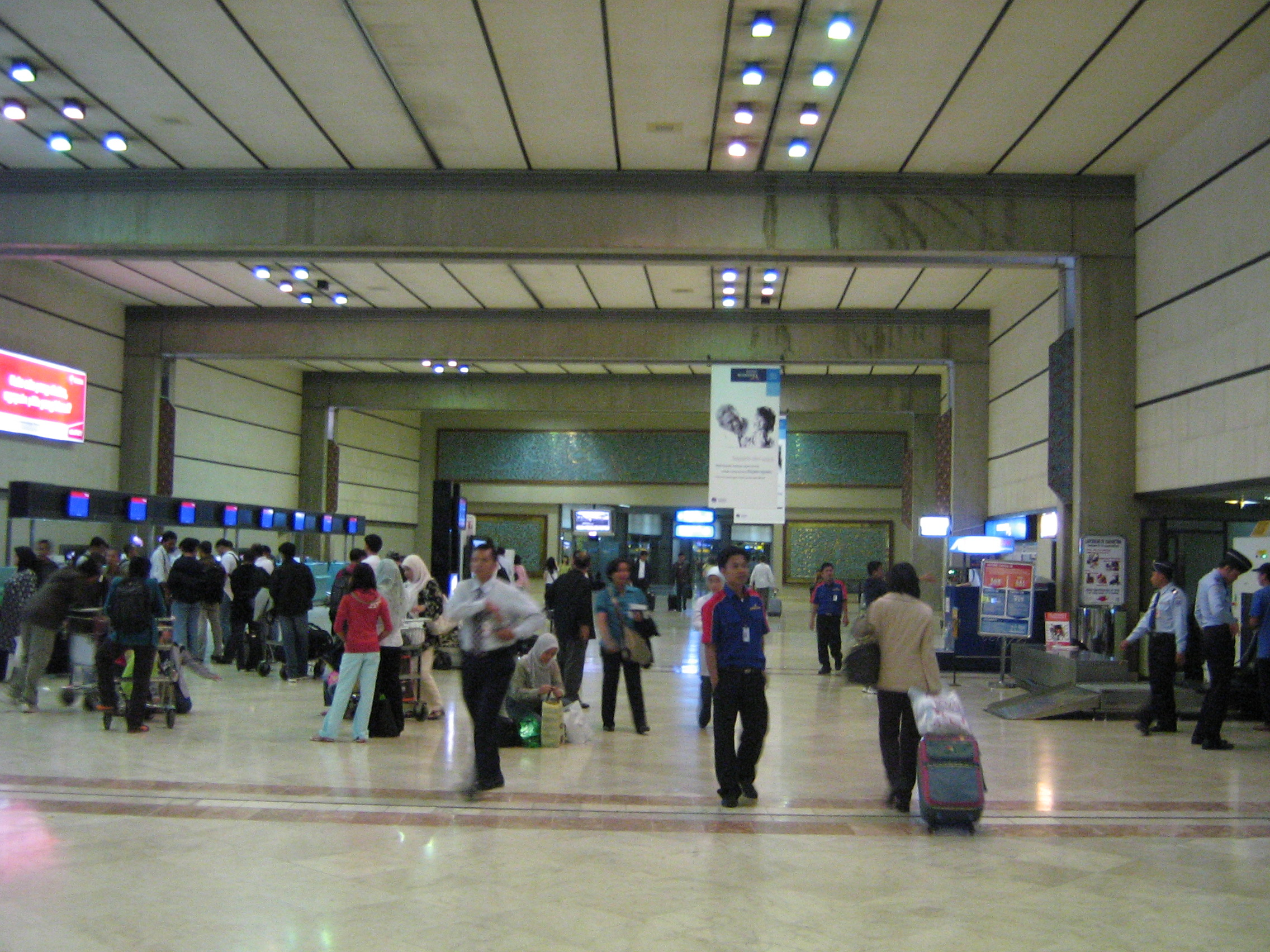
Hall d'enregistrement de l'aérogare 2
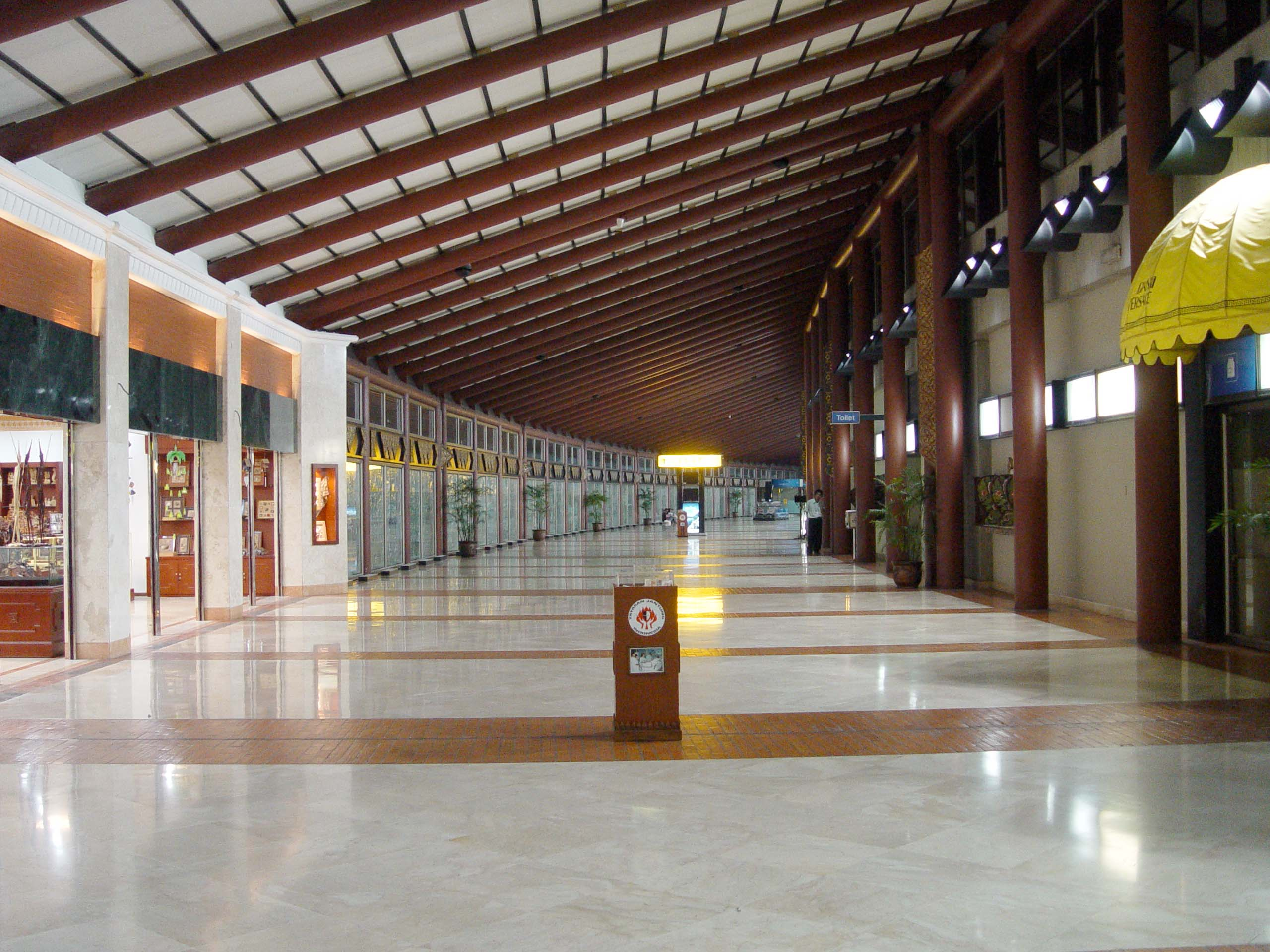
Hall de départ de l'aérogare 2
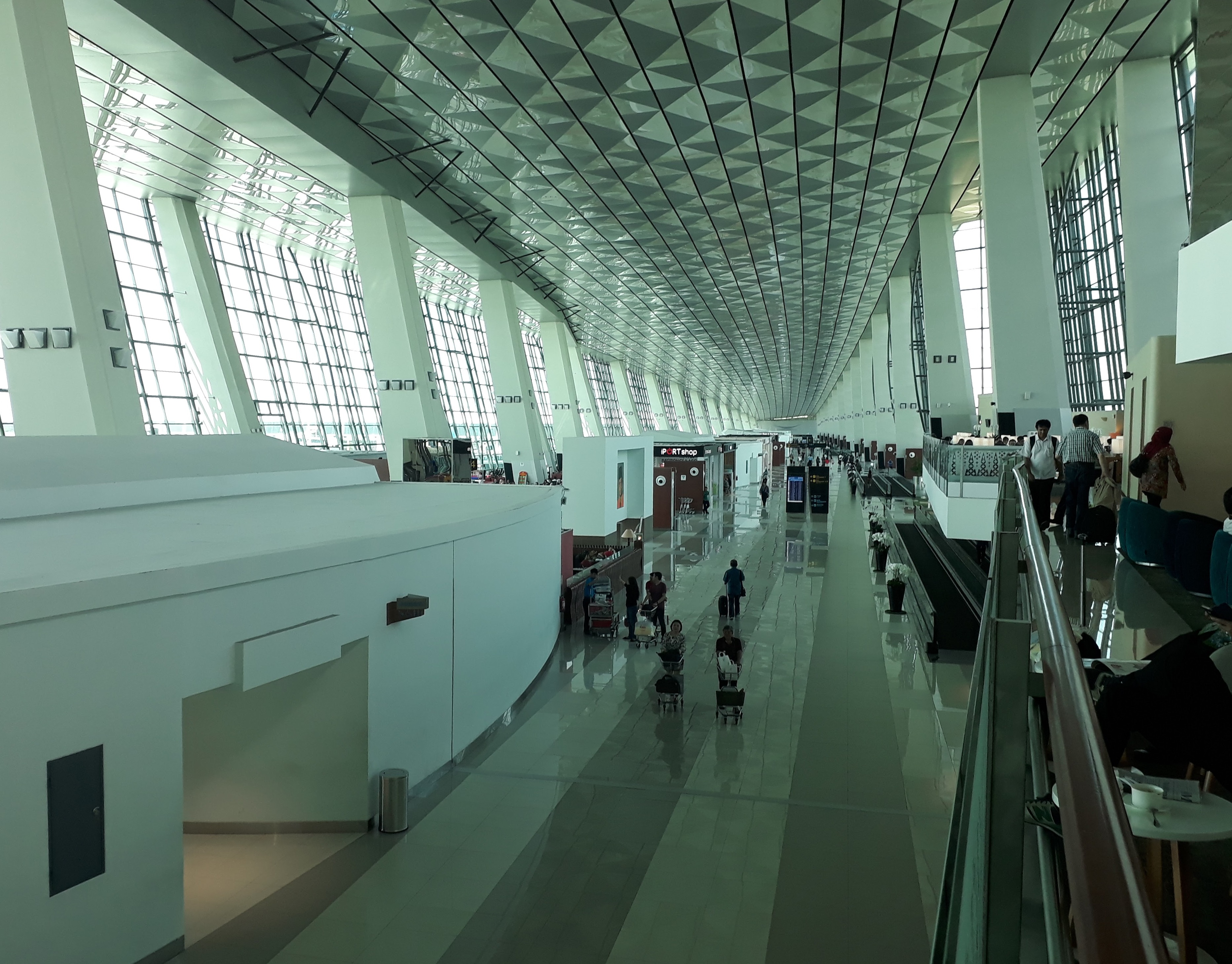
Hall de départ de l'aérogare 3
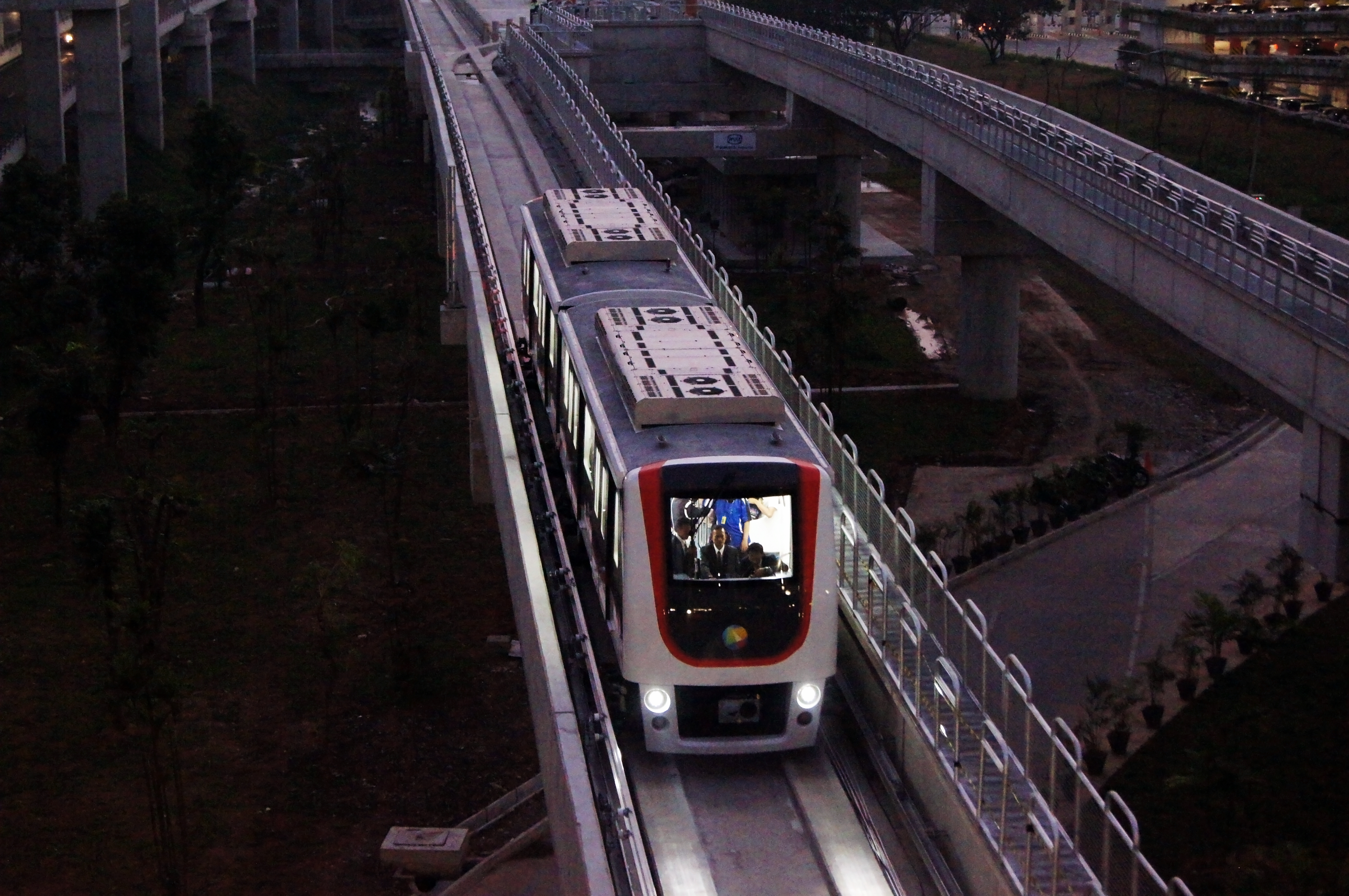
La navette inter-terminaux
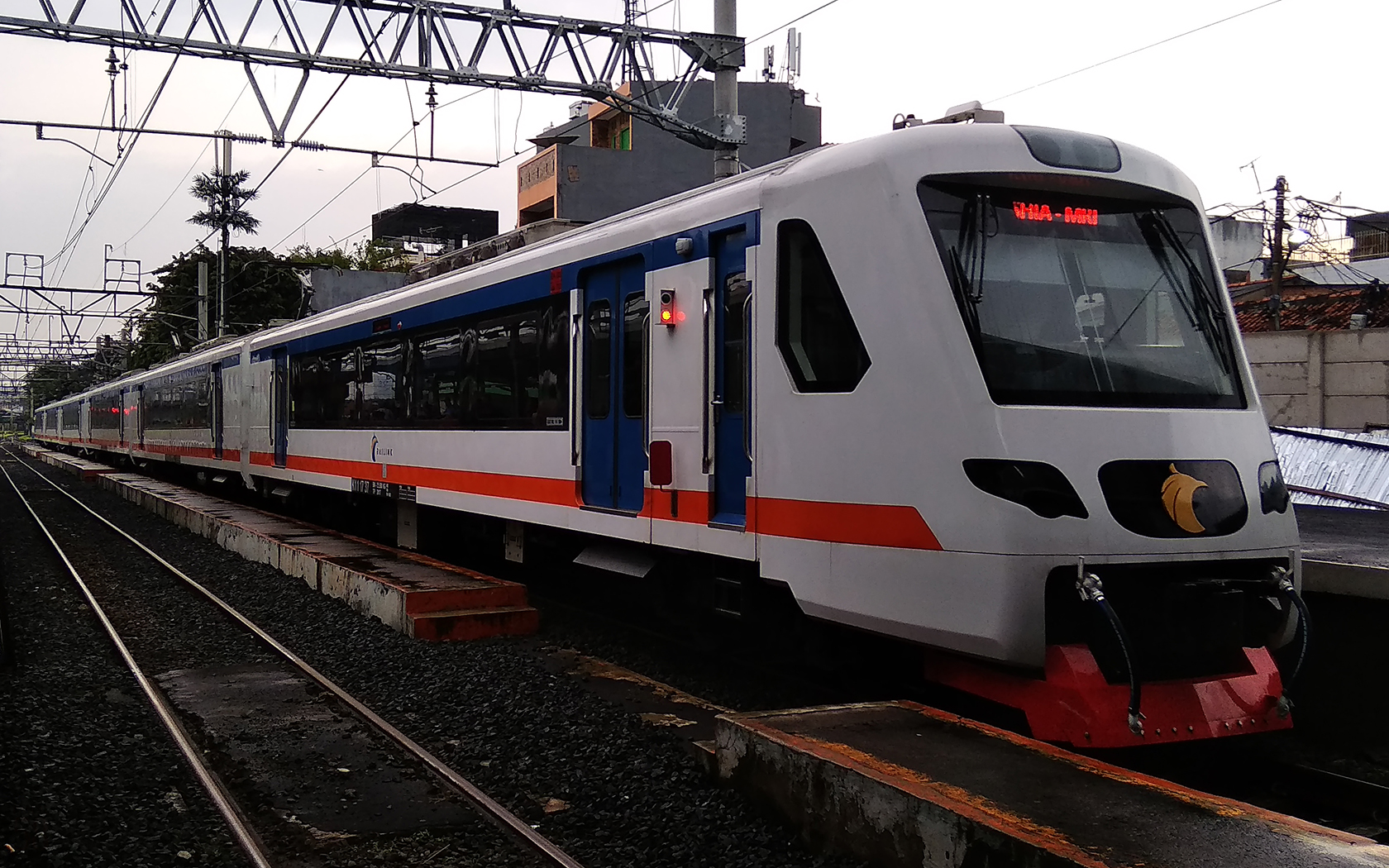
La liaison ferroviaire en gare de Duri

## Compagnies aériennes et destinations
| Compagnies              | Destinations |
| ----------------------- | --- |
| AirAsia                 | Johor Bahru-Senai, Kuala Lumpur |
| Air China               | Pékin-Capitale |
| Air Finland             | Helsinki-Vantaa |
| All Nippon Airways      | Tokyo-Haneda, Tokyo-Narita |
| Asiana Airlines         | Séoul-Incheon |
| Batik Air               | - Ambon-Pattimura, - Balikpapan-Sultan-A.-M.-Sulaiman, - Banda Aceh-Sultan-Iskandar-Muda, - Bandar Lampung-Radin-Inten-II, - Banjarmasin-Syamsudin Noor, - Banyuwangi, - Batam-Hang Nadim, - Denpasar-Bali, - Gorontalo-Jalaluddin, - Guilin-Liangjiang, - Jambi-Sultan Thaha, - Jayapura-Sentani, - Kendari-Haluoleo, - Kunming-Changshui, - Kupang-El Tari, - Labuan Bajo, - Lubuklinggau, - Makassar-Sultan-Hasanuddin, - Manado-S. Ratulangi, - Manokwari (en), - Lombok, - Medan-Kualanamu, - Merauke (Mopah), - Padang-Tabing, - Palangkaraya, - Palembang-M. Badaruddin II, - Palu-Mutiara, - Pekanbaru (Simpang Tiga), - Pontianak (Supadio), - Samarinda, - Semarang-A. Yani, - Silangit, - Singapour-Changi, - Sorong, - Surabaya-Juanda, - Buluh Tumbang, - Tarakan, - Ternate, - Yogyakarta |
| Cathay Pacific          | Hong Kong |
| Cebu Pacific            | Manille-N. Aquino |
| China Airlines          | Hong Kong, Kaohsiung, Taïwan-Taoyuan |
| China Eastern Airlines  | Shanghai-Pudong |
| China Southern Airlines | Canton-Baiyun, Shenzhen-Bao'an |
| Citilink                | Balikpapan-Sultan-A.-M.-Sulaiman, Banjarmasin-Syamsudin Noor, Banyuwangi, Batam-Hang Nadim, Padangkemiling-Fatmawati Soekarno, Dili-Presidente-N. Lobato, Denpasar-Bali, Jambi-Sultan Thaha, Kuala Lumpur, Labuan Bajo, Makassar-Sultan-Hasanuddin, Malang-Abdul-Rachman-Saleh, Manado-S. Ratulangi, Medan-Kualanamu, Padang-Tabing, Palangkaraya, Palembang-M. Badaruddin II, Pangkal Pinang-Depati Amir, Pekanbaru (Simpang Tiga), Penang, Phnom- Penh , Pontianak (Supadio), Samarinda, Semarang-A. Yani, Silangit, Solo-Adisumarmo, Surabaya-Juanda, Buluh Tumbang, Yogyakarta Charter : Dubaï Al Maktoum |
| Emirates                | Dubaï |
| Ethiopian Airlines      | Addis-Abeba Bole |
| Etihad Airways          | Abou Dabi |
| EVA Air                 | Taïwan-Taoyuan |
| Flynas                  | Charter: Djeddah - Roi-Abdelaziz |
| Garuda Indonesia        | - Ambon-Pattimura, - Amsterdam, - Balikpapan-Sultan-A.-M.-Sulaiman, - Banda Aceh-Sultan-Iskandar-Muda, - Bandar Lampung-Radin-Inten-II, - Bangkok-Suvarnabhumi, - Banjarmasin-Syamsudin Noor, - Banyuwangi, - Batam-Hang Nadim, - Pékin-Capitale, - Padangkemiling-Fatmawati Soekarno, - Biak-Frans-Kaisiepo, - Denpasar-Bali, - Canton-Baiyun, - Gunungsitoli, - Hong Kong, - Jambi-Sultan Thaha, - Jayapura-Sentani, - Djeddah - Roi-Abdelaziz, - Kendari-Haluoleo, - Kuala Lumpur, - Kupang-El Tari, - Labuan Bajo, - Londres-Heathrow (departures only), - Makassar-Sultan-Hasanuddin, - Malang-Abdul-Rachman-Saleh, - Manado-S. Ratulangi, - Lombok, - Medan-Kualanamu, - Médine-Prince M. Bin Abdulaziz, - Melbourne-Tullamarine, - Nagoya-Chūbu, - Merauke (Mopah), - Osaka-Kansai, - Padang-Tabing, - Palangkaraya, - Palembang-M. Badaruddin II, - Palu-Mutiara, - Pangkal Pinang-Depati Amir, - Pekanbaru (Simpang Tiga), - Perth, - Pontianak (Supadio), - Samarinda, - Semarang-A. Yani, - Séoul-Incheon, - Shanghai-Pudong, - Sibolga, - Silangit, - Singapour-Changi, - Solo-Adisumarmo, - Sorong, - Surabaya-Juanda, - Sydney-K. Smith, - Buluh Tumbang, - Tanjung Pinang, - Tarakan, - Ternate, - Tokyo-Haneda, - Yogyakarta Charter:Île Christmas |
| Indonesia AirAsia       | Bangkok-Don Muang, Denpasar-Bali, Kuala Lumpur, Medan-Kualanamu, Penang, Singapour-Changi, Surabaya-Juanda, Yogyakarta |
| Japan Airlines          | Tokyo-Narita |
| Jetstar Asia Airways    | Singapour-Changi |
| KLM                     | Amsterdam, Kuala Lumpur |
| Korean Air              | Séoul-Incheon |
| Lion Air                | - Ambon-Pattimura, - Balikpapan-Sultan-A.-M.-Sulaiman, - Banda Aceh-Sultan-Iskandar-Muda, - Bandar Lampung-Radin-Inten-II, - Banjarmasin-Syamsudin Noor, - Batam-Hang Nadim, - Padangkemiling-Fatmawati Soekarno, - Denpasar-Bali, - Jambi-Sultan Thaha, - Jayapura-Sentani, - Kendari-Haluoleo, - Kuala Lumpur, - Kupang-El Tari, - Makassar-Sultan-Hasanuddin, - Malang-Abdul-Rachman-Saleh, - Manado-S. Ratulangi, - Lombok, - Medan-Kualanamu, - Padang-Tabing, - Palangkaraya, - Palembang-M. Badaruddin II, - Pangkal Pinang-Depati Amir, - Palu-Mutiara, - Pekanbaru (Simpang Tiga), - Pontianak (Supadio), - Semarang-A. Yani, - Singapour-Changi, - Solo-Adisumarmo, - Surabaya-Juanda, - Buluh Tumbang, - Tanjung Pinang, - Tarakan, - Ternate, - Yogyakarta Charter: - Haikou, - Sanya-Phénix |
| Malaysia Airlines       | Kuala Lumpur |
| Malindo Air             | Kuala Lumpur |
| NAM Air                 | Banyuwangi, Padangkemiling-Fatmawati Soekarno, Lubuklinggau, Muara Bungo (en), Palembang-M. Badaruddin II, Pangkal Pinang-Depati Amir, Pangkalan Bun, Pontianak (Supadio), Sampit, Semarang-A. Yani, Solo-Adisumarmo, Surabaya-Juanda, Sorong, Buluh Tumbang |
| Oman Air                | Mascate |
| Philippine Airlines     | Manille-N. Aquino |
| Qantas                  | Sydney-K. Smith |
| Qatar Airways           | Doha-Hamad |
| Royal Brunei Airlines   | Bandar Seri Begawan |
| Saudia                  | Djeddah - Roi-Abdelaziz, Médine-Prince M. Bin Abdulaziz, Riyad-roi Khaled |
| Scoot                   | Singapour-Changi |
| Shenzhen Airlines       | Shenzhen-Bao'an |
| Singapore Airlines      | Singapour-Changi |
| SriLankan Airlines      | Colombo-Bandaranaike |
| Sriwijaya Air           | Balikpapan-Sultan-A.-M.-Sulaiman, Bandar Lampung-Radin-Inten-II, Batam-Hang Nadim, Denpasar-Bali, Jayapura-Sentani, Jambi-Sultan Thaha, Makassar-Sultan-Hasanuddin, Malang-Abdul-Rachman-Saleh, Medan-Kualanamu, Padang-Tabing, Palembang-M. Badaruddin II, Pangkal Pinang-Depati Amir, Pontianak (Supadio), Semarang-A. Yani, Silangit, Solo-Adisumarmo, Surabaya-Juanda, Buluh Tumbang, Tanjung Pinang, Yogyakarta Charter: Haikou, Zhangjiajie |
| Thai Airways            | Bangkok-Suvarnabhumi |
| Thai Lion Air           | Bangkok-Don Muang |
| Trigana Air Service     | Pangkalan Bun |
| Turkish Airlines        | Istanbul |
| Uzbekistan Airways      | Kuala Lumpur, Tachkent |
| Vietnam Airlines        | Hô Chi Minh Ville (Tân Sơn Nhất) |
| XiamenAir               | Fuzhou-Chánglè, Xiamen-Gaoqi |

Édité le 17/03/2019

### Fret

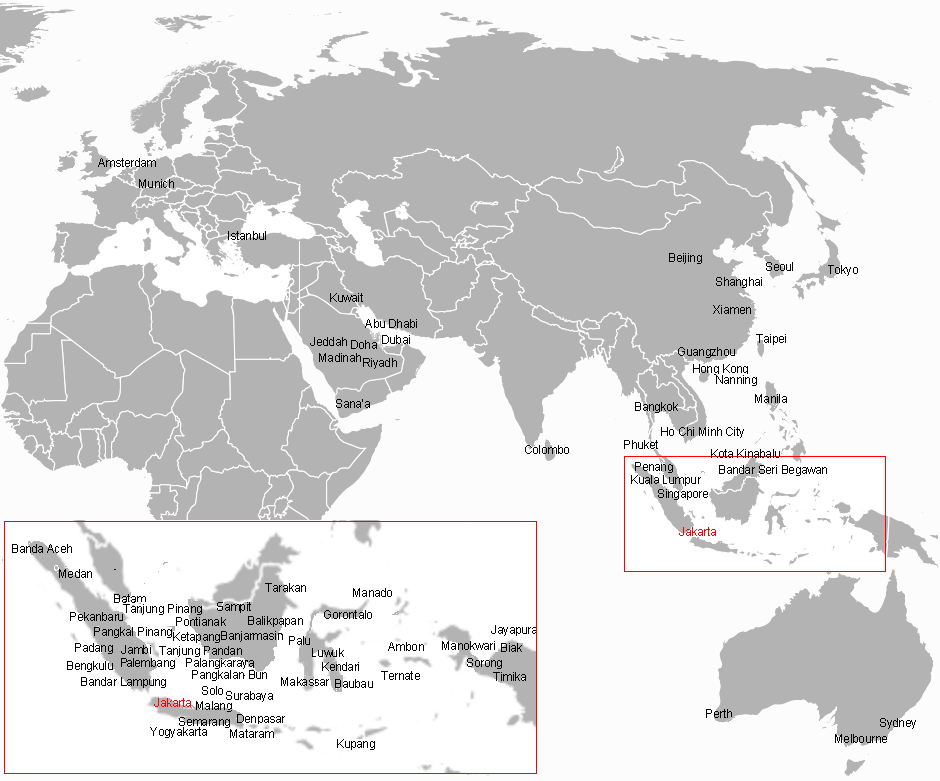
Villes reliées directement à Soekarno–Hatta

| Compagnies                 | Destinations                                                                                |
| -------------------------- | ------------------------------------------------------------------------------------------- |
| ANA Cargo                  | Tokyo-Narita                                                                                |
| Asialink Cargo Airlines    | Batam, Pangkal Pinang                                                                       |
| Cardig Air                 | Balikpapan, Bangkok–Suvarnabhumi, Hanoi, Padang, Pekanbaru, Medan, Seoul–Incheon, Singapore |
| Cathay Pacific Cargo       | Hanoi, Hong Kong, Penang                                                                    |
| China Airlines Cargo       | Singapore, Taipei–Taoyuan                                                                   |
| DHL                        | Hong Kong                                                                                   |
| Emirates SkyCargo          | Sydney                                                                                      |
| EVA Air Cargo              | Singapore, Taipei–Taoyuan                                                                   |
| FedEx Express              | Guangzhou, Hô-Chi-Minh-Ville, Singapore                                                     |
| Gading Sari                | Kuala Lumpur–International                                                                  |
| Garuda Indonesia Cargo     | Batam, Osaka–Kansai, Singapour                                                              |
| K-Mile Air                 | Bangkok-Suvarnabhumi                                                                        |
| Korean Air Cargo           | Hô-Chi-Minh-Ville, Penang, Seoul–Incheon                                                    |
| MASkargo                   | Kuala Lumpur–International                                                                  |
| Republic Express Airlines  | Balikpapan, Kuala Lumpur–International, Makassar, Singapore, Surabaya, Surakarta/Solo       |
| Singapore Airlines Cargo   | Singapour                                                                                   |
| Transmile Air Service      | Kuala Lumpur–International                                                                  |
| Tri-MG Intra Asia Airlines | Batam, Kuala Lumpur–International, Singapore                                                |

## Accès
Soekarno-Hatta est relié à Jakarta par une autoroute à péage.

### Liaison ferroviaire
La liaison ferroviaire qui relie Soekarno-Hatta à la gare de Manggarai dans le centre de Jakarta a été inaugurée le 2 janvier 2017 par le président Joko Widodo. En attendant l'aménagement de la gare de Manggarai, la liaison s'arrête à la nouvelle gare BNI City.
Cette liaison avait été annoncée en 2008 avec un investissement de 393 millions de dollars, Son démarrage devait avoir lieu en mars de cette année-là. La mise en service de cette nouvelle ligne était prévue pour 2009. Elle devait avoir une longueur de 33,7 km, dont 22 km en aérien. Pour les 11,7 km restants, la ligne devait utiliser la voie ferrée circulaire existante du KRL Commuter Line, le réseau express régional de Jakarta.
En 2013, le projet a été modifié, reliant désormais l'aéroport à la gare de Batu Ceper de la ligne de Tangerang du KAI Commuter à l'ouest de Jakarta, et empruntant ensuite cette ligne jusqu'à la gare de Duri, puis la ligne circulaire jusqu'à Manggarai.
Toutefois en juillet 2015, le ministère des Transports indonésiens a annoncé le report de ce projet. En effet, le projet initial prévoyait de relier Soekarno-Hatta à l'aéroport Halim Perdanakusuma dans l'est de la ville. La première phase du projet révisé devait relier Soekarno-Hatta soit à Manggarai, soit à la gare de Gambir. Le gouvernement de Jakarta prévoit en effet la construction d'un métro léger qui desservira Halim.

## Autres aéroports et aérodromes de Jakarta
- Aéroport Halim Perdanakusuma
- Aéroport de Kemayoran
- Aérodrome de Curug (école de pilotage)
- Aérodrome de Pondok Cabe